# A-матрица перцептрона
A — матрица перцептрона — используется для анализа перцептронов. Показывает, какие из А-элементов активны при определённом стимуле. Имеет размер {\displaystyle n\times N_{a}}, где {\displaystyle n} — число стимулов при обучении, {\displaystyle N_{a}} — число А — элементов. Элементы этой матрицы:
{\displaystyle a_{ij}={\begin{cases}1,&if\ A-element\ a_{j}\ reacts\ on\ stimul\ St_{i},\\0&else\\\end{cases}}},
то есть равен одному, когда А-элемент {\displaystyle a_{j}} реагирует на стимул {\displaystyle St_{i}}, и ноль в противном случае.

## A — матрица перцептрона при решении задачи XOR

Решение элементарным перцептроном «задачи XOR»

Например, при решении перцептроном задачи XOR и весах изображённых на рисунке, А — матрица перцептрона будет получена следующим образом:
{\displaystyle A^{*}={\begin{pmatrix}x_{1}(St_{1})v_{11}+x_{2}(St_{1})v_{21}&x_{1}(St_{1})v_{12}+x_{2}(St_{1})v_{22}&x_{1}(St_{1})v_{13}+x_{2}(St_{1})v_{23}\\x_{1}(St_{2})v_{11}+x_{2}(St_{2})v_{21}&x_{1}(St_{2})v_{12}+x_{2}(St_{2})v_{22}&x_{1}(St_{2})v_{13}+x_{2}(St_{2})v_{23}\\x_{1}(St_{3})v_{11}+x_{2}(St_{3})v_{21}&x_{1}(St_{3})v_{12}+x_{2}(St_{3})v_{22}&x_{1}(St_{3})v_{13}+x_{2}(St_{3})v_{23}\\\end{pmatrix}}} ;
{\displaystyle A^{*}={\begin{pmatrix}1*(-1)+1*(+1)&1*(+1)+1*(-1)&1*(+1)+1*(+1)\\0*(-1)+1*(+1)&0*(+1)+1*(-1)&0*(+1)+1*(+1)\\1*(-1)+0*(+1)&1*(+1)+0*(-1)&1*(+1)+0*(+1)\\\end{pmatrix}}} ;
{\displaystyle A^{*}={\begin{pmatrix}0&0&2\\1&-1&1\\-1&1&1\\\end{pmatrix}}} ;
{\displaystyle A={\begin{cases}1,&if\ a_{ij}^{*}>\theta ,\\0&else\\\end{cases}}},
где {\displaystyle a_{ij}^{*}} элемент матрицы A*;
{\displaystyle A={\begin{pmatrix}&A_{1}&A_{2}&A_{3}\\St_{1}&0&0&1\\St_{2}&1&0&1\\St_{3}&0&1&1\\\end{pmatrix}}}.
Напомним, что стимулы при решении задачи XOR следующие:
|                                 | Вход 1 (X1) | Вход 2 (X2) | Класс |
| ------------------------------- | ----------- | ----------- | ----- |
| Стимул 0                        | 0           | 0           | -     |
| Стимул 1 {\displaystyle St_{1}} | 1           | 1           | -     |
| Стимул 2 {\displaystyle St_{2}} | 0           | 1           | +     |
| Стимул 3 {\displaystyle St_{3}} | 1           | 0           | +     |

При этом Стимул 0 означает, что стимула нет, поэтому он не рассматривается. При этом порог А — элементов {\displaystyle \theta =0}.
Видим, что при стимуле 1 активен третий А-элемент, при стимуле 2 активен первый и третий А — элемент, а при стимуле 3 активен второй и третий.